# Budva

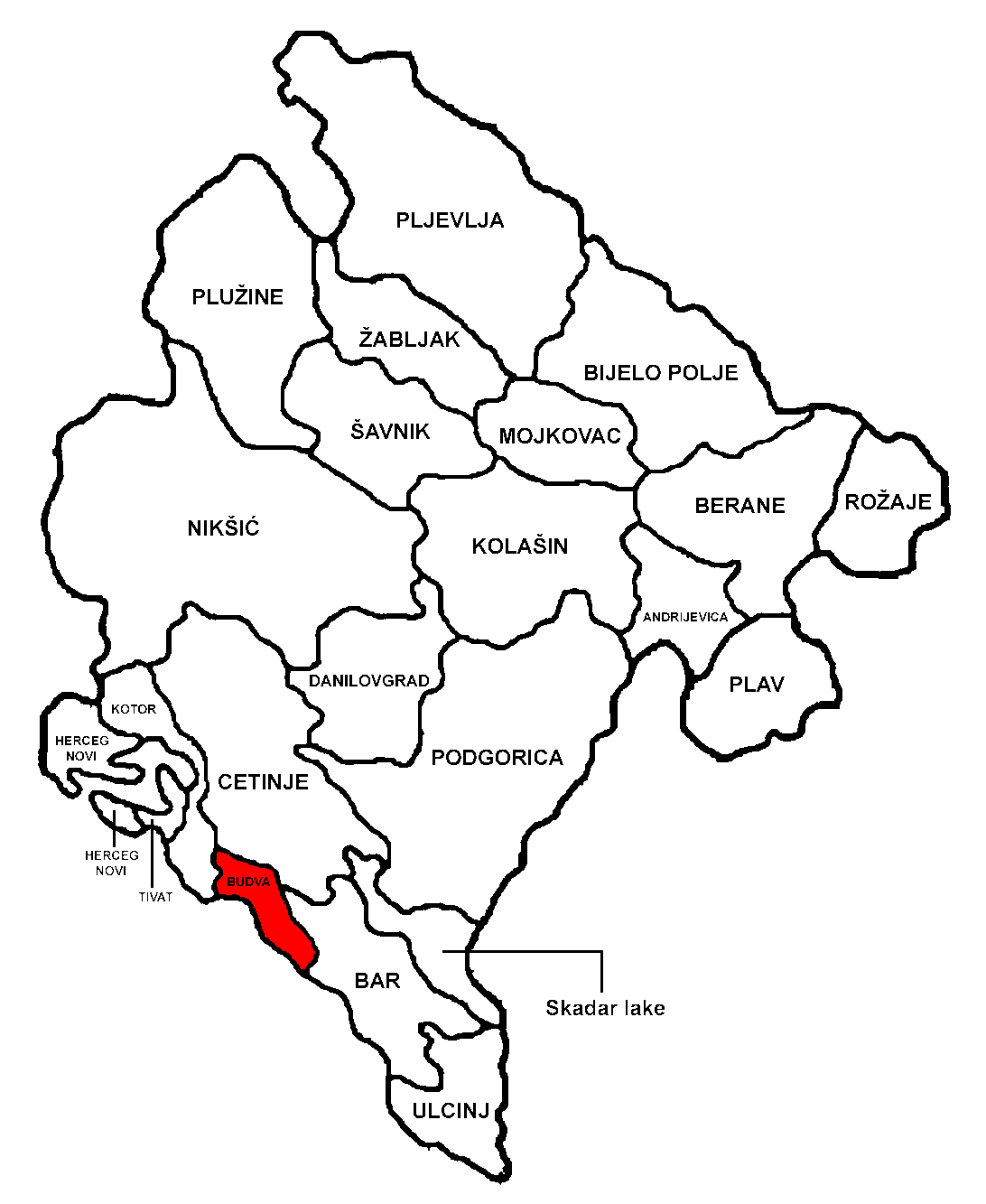
Budvas läge i Montenegro.

Budva är en populär turistort i kommunen Budva i Montenegro. Folkmängden i centralorten uppgick till 13 278 invånare vid folkräkningen 2011. Hela kommunen hade 19 170 invånare 2011, på en yta av 122 kvadratkilometer. I Budva organiseras en stor festival, Budvafestivalen, varje sommar.
Runt staden finns många sevärdheter och stränder, och två kända hotell i orterna Bečići (Hotell Splendid) och Sveti Stefan. Sveti Stefan var tidigare en ö bebodd av pirater, men är idag en halvö som fungerar som lyxhotell och casino. 
Stranden vid Jaz, som ligger några kilometer väster om centrala Budva, har under senare år varit plats för framträdanden av kända grupper och artister. Rolling Stones spelade där i juli 2007, och Madonna i september 2008.
Budva är den stad i Europa som har flest miljonärer per capita, med 200 miljonärer på 10 000 invånare.[källa behövs]

## Tätorter och byar
- I Budva kommun ligger den lilla bergsbyn Blizikuće.

## Galleri

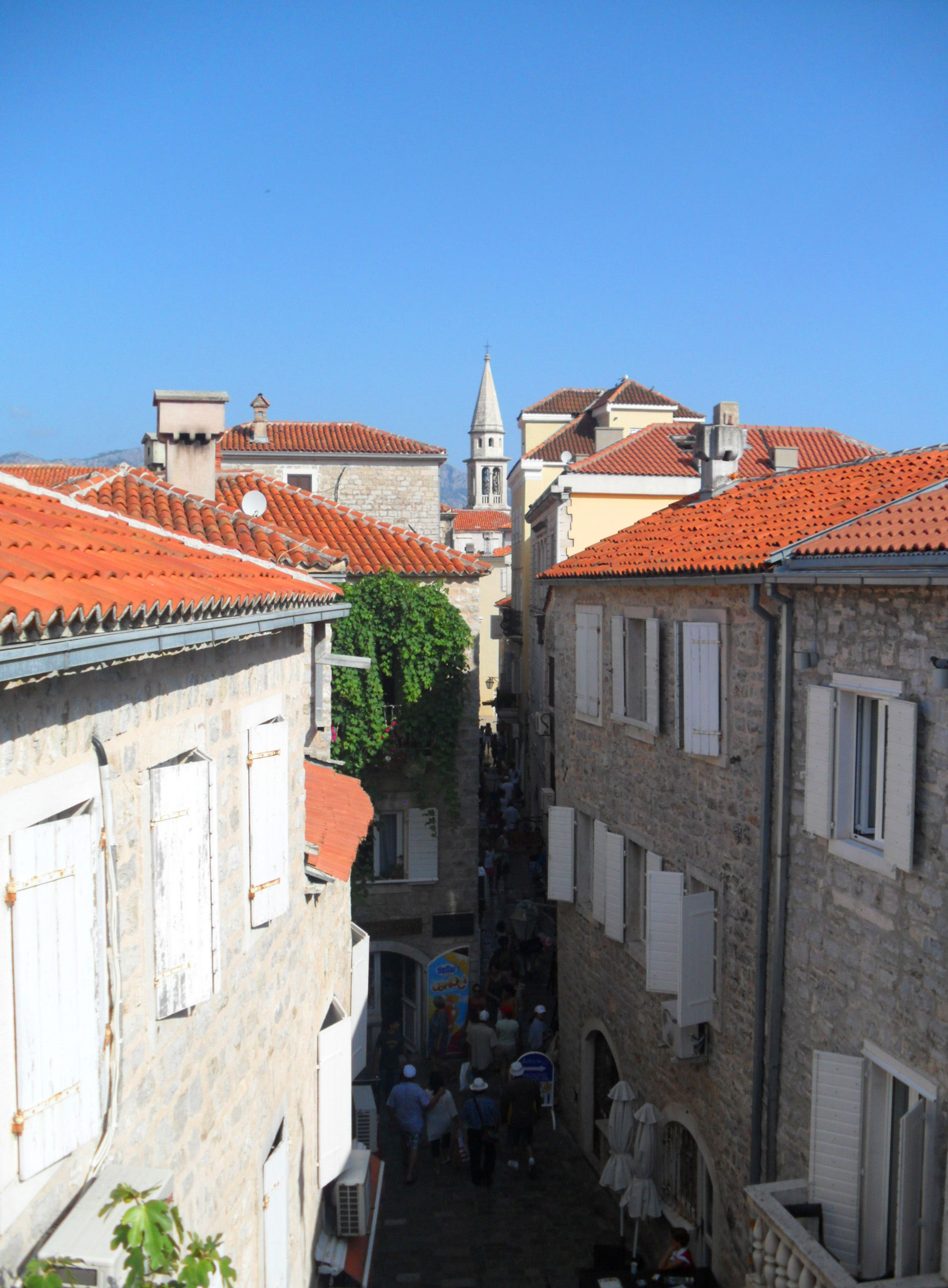
Vy över Gamla Stan i Budva från stadsmuren
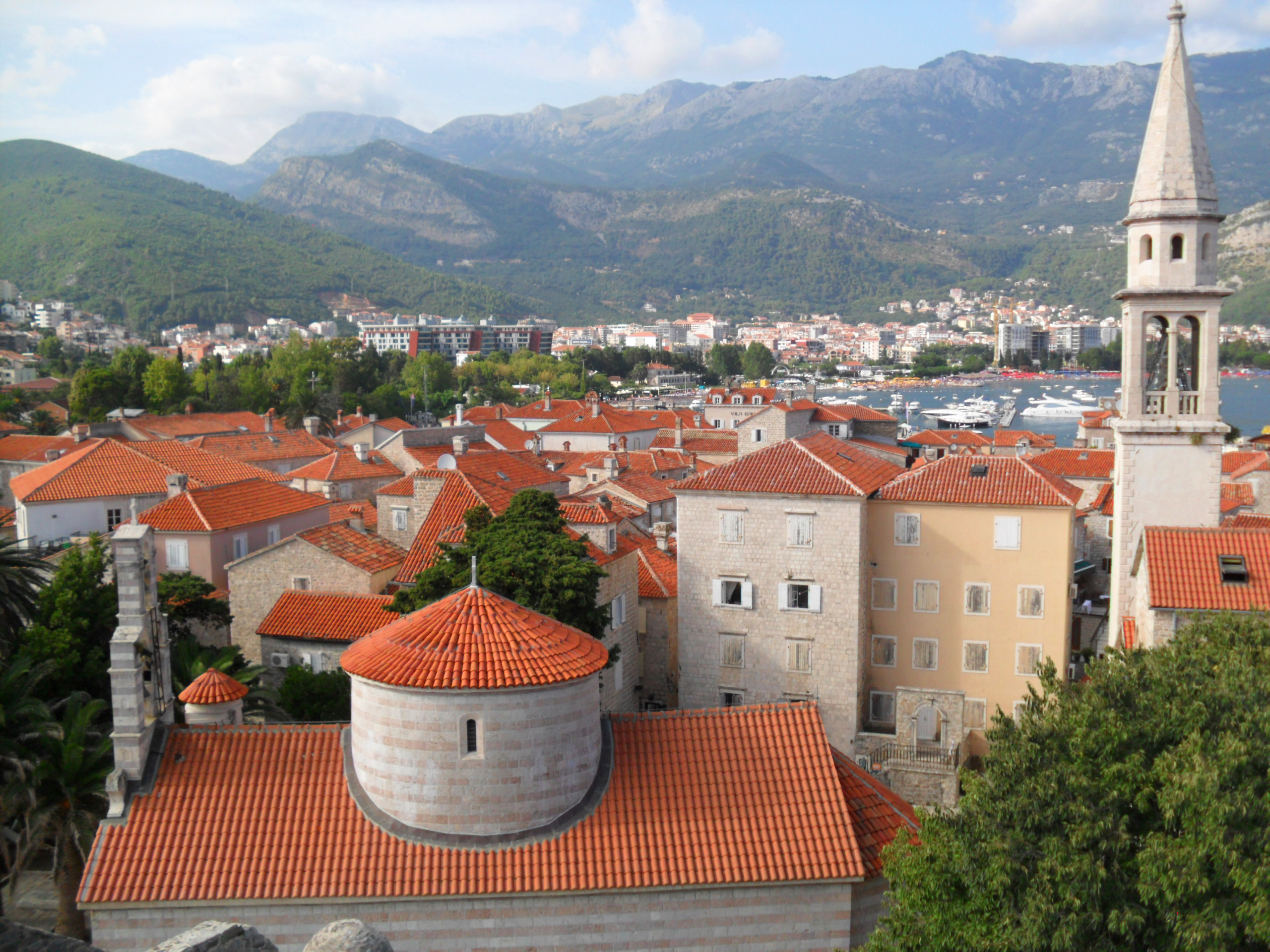
Vy över Gamla Stan från Citadellan
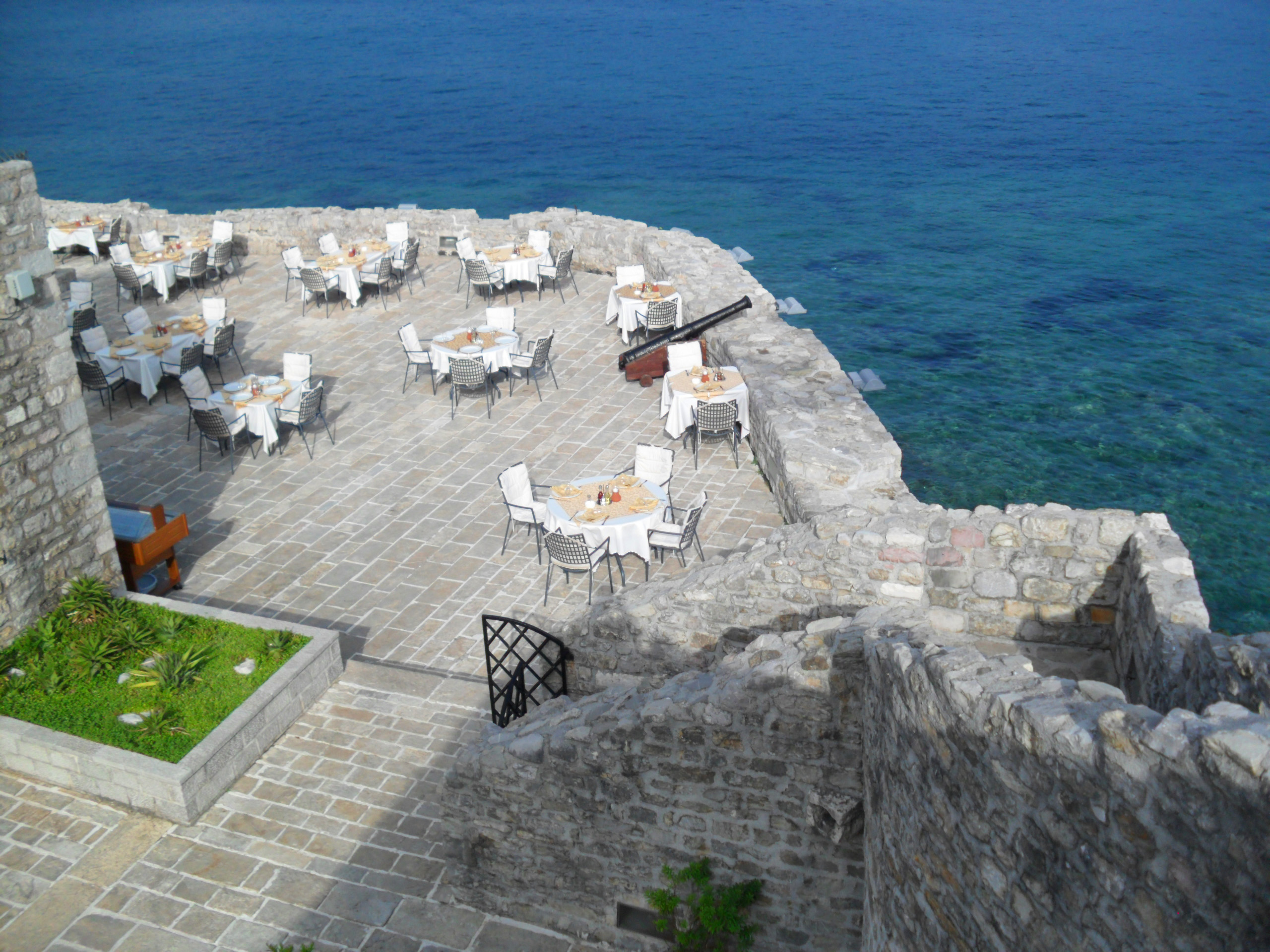
Uteservering på Citadellan
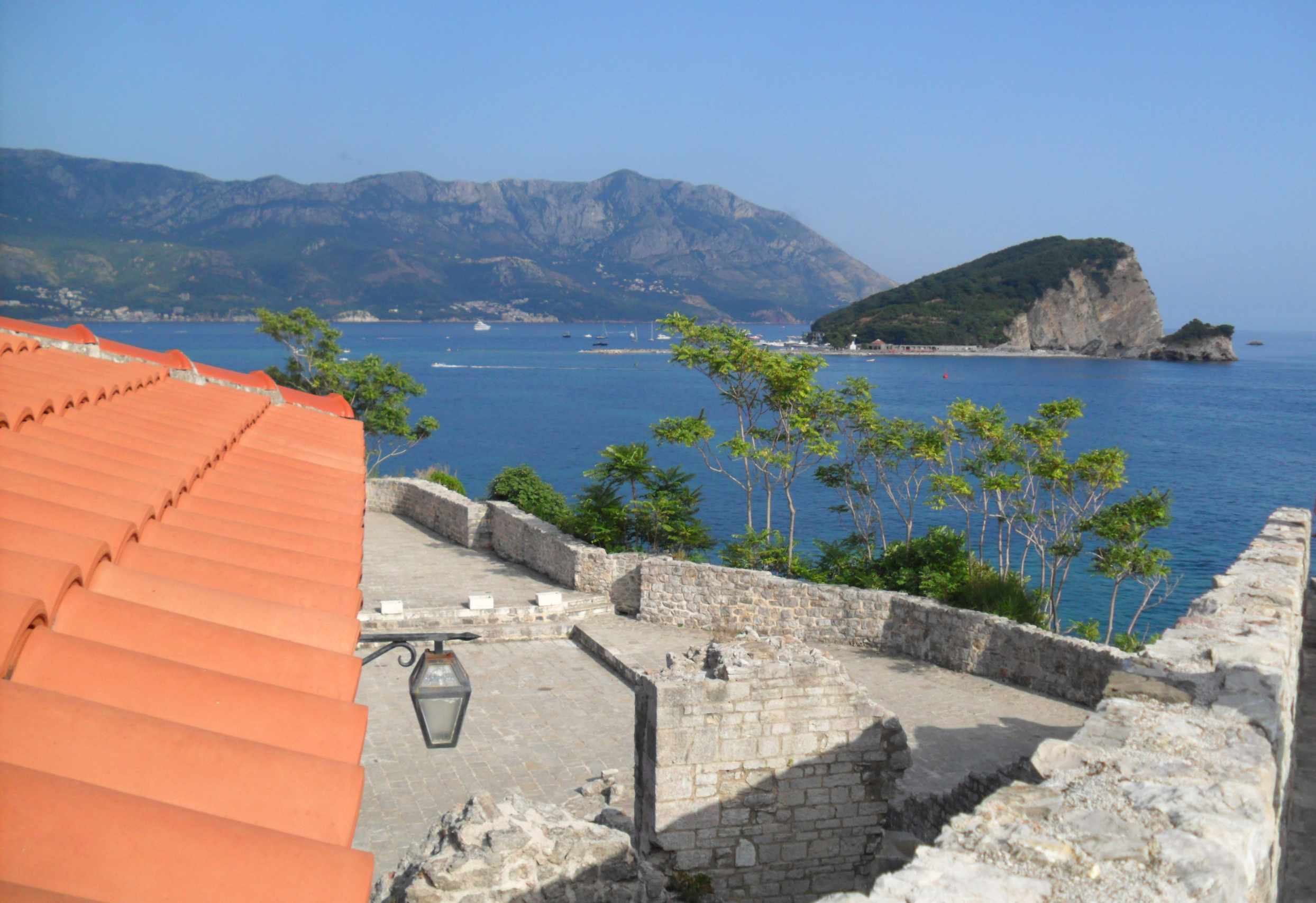
Vy över ön, Sveti Nikola, från Citadellan
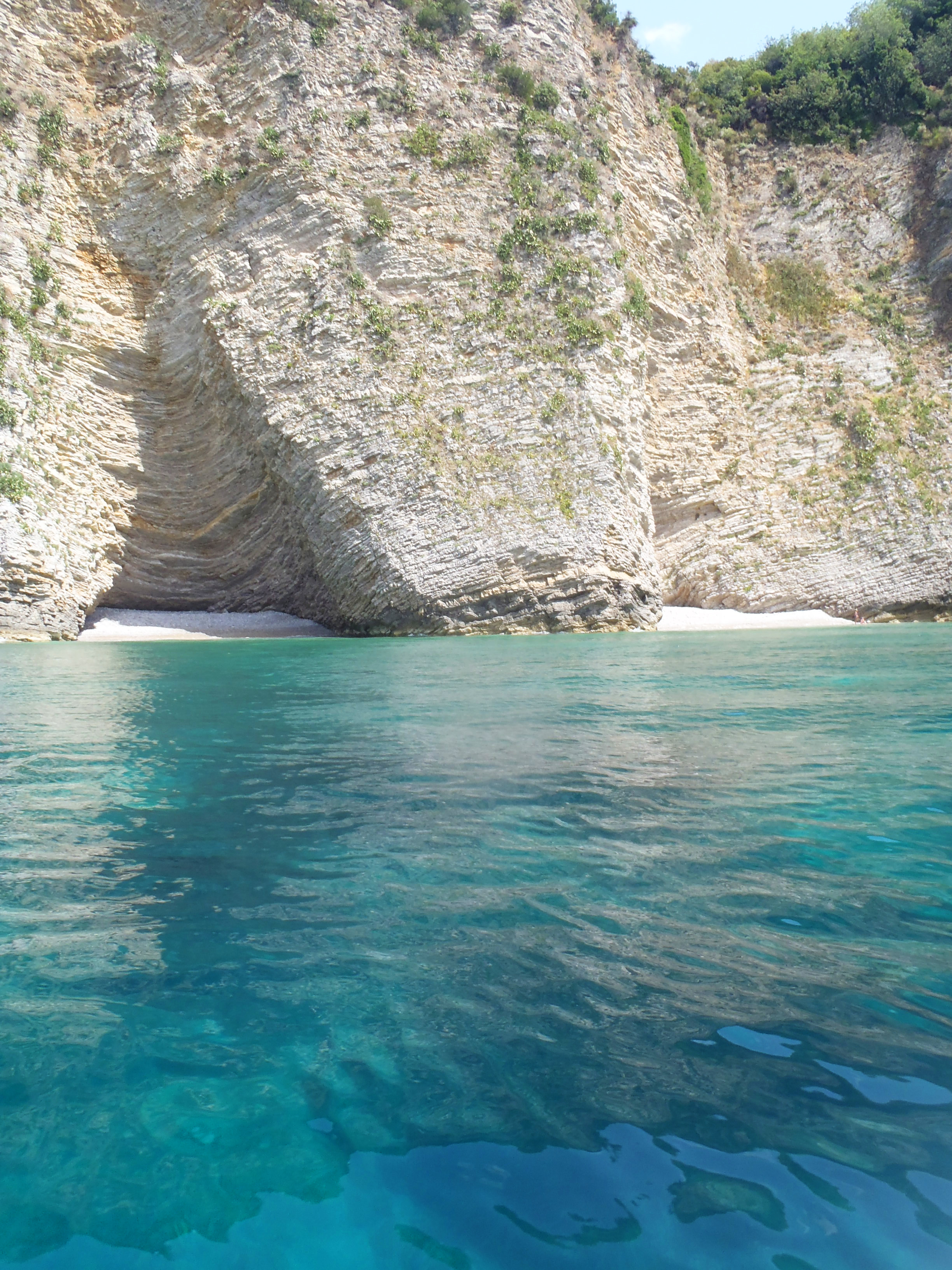
Tvillingstränder på ön Sveti Nikola
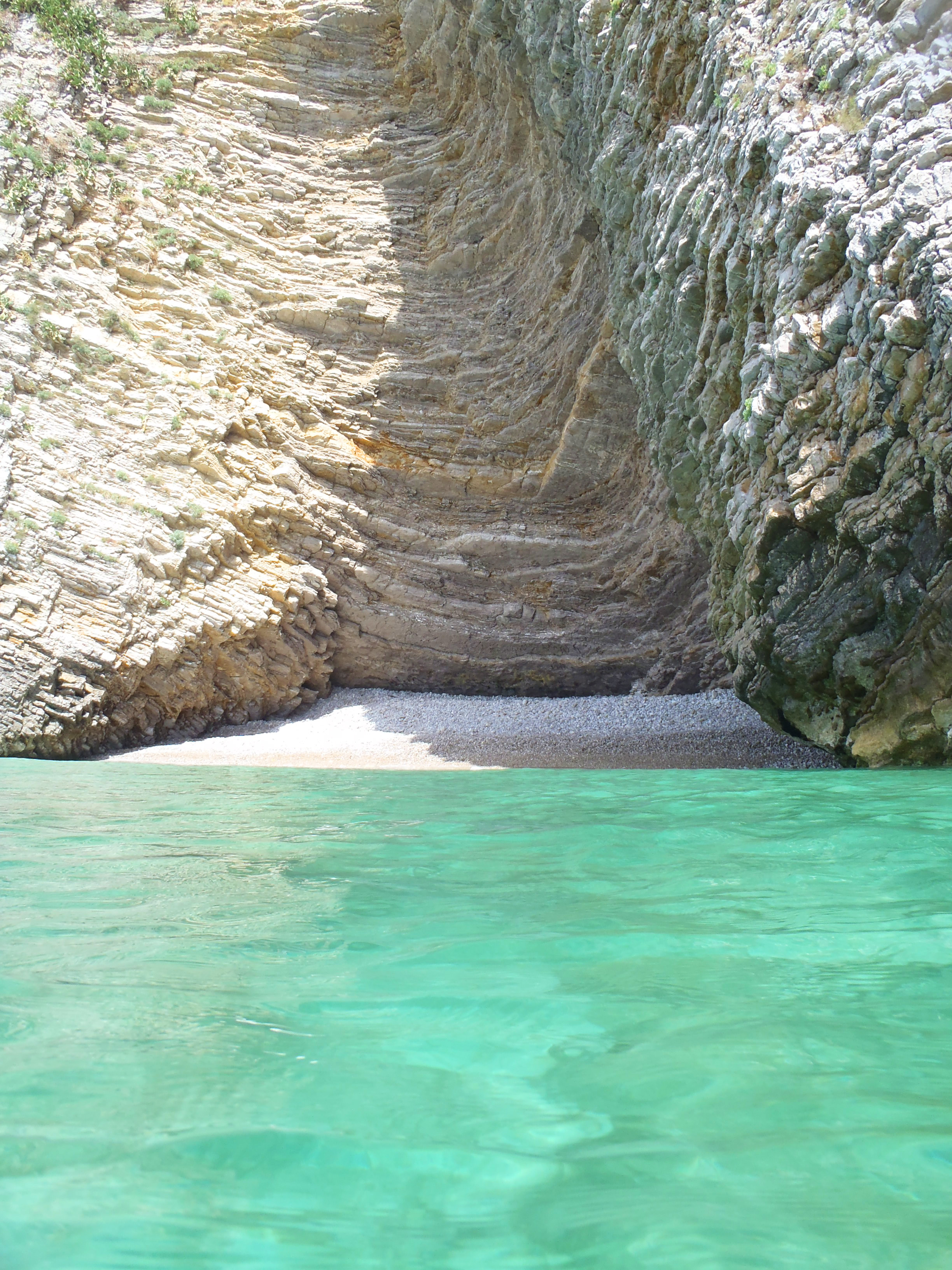
En liten strand på ön Sveti Nikola
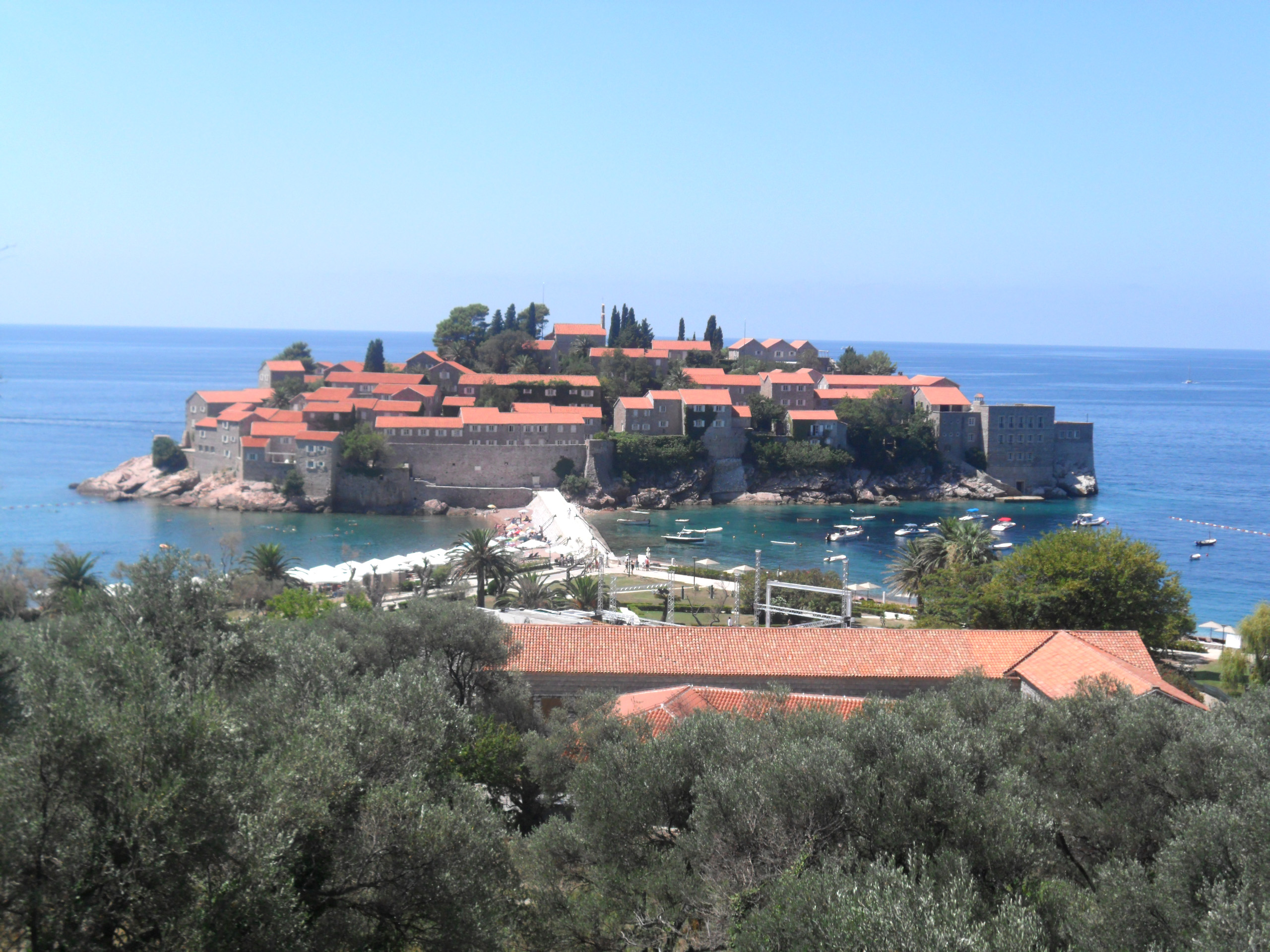
Sveti Stefan
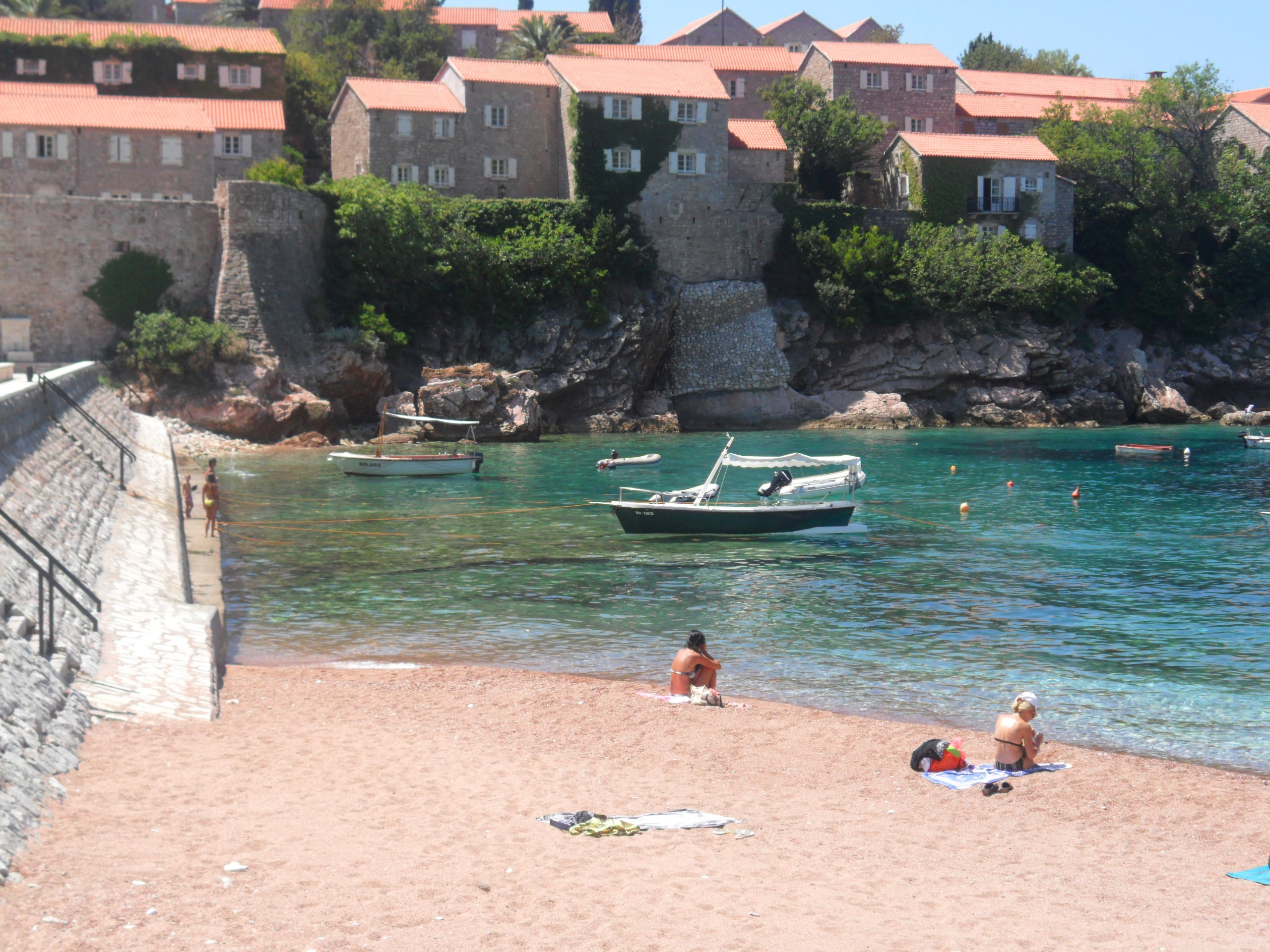
Ena stranden på Sveti Stefan
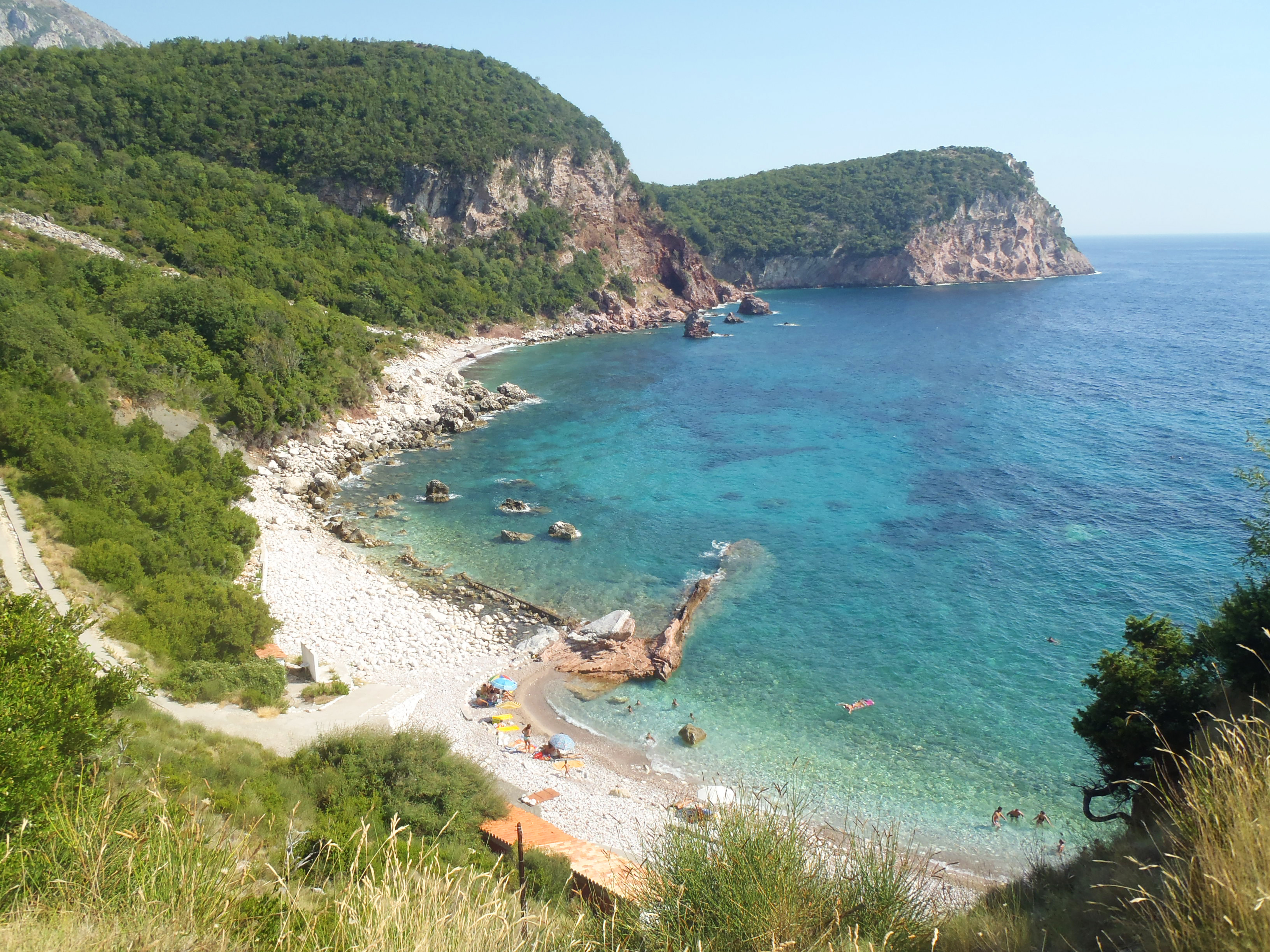
Stranden Crvena Glavica, i närheten av Sveti Stefan